# The Workers' Party
The Workers' Party (Iers: An Páirtí na nOibrithe) is een politieke partij in Ierland die voortkomt uit Sinn Féin zoals die partij werd opgericht in 1905. The Workers' Party (tussen 1977 en 82 bekend als Sinn Féin - The Workers' Party) kwam voort uit een splitsing in Sinn Féin en de IRA in 1970 waarbij de IRA splitste in de provisional IRA en de official IRA. The Workers' Party was verbonden met de Official IRA.
Fine Gael · Labour Party · Fianna Fáil · Green Party · Progressive Democrats · Social Democrats · Sinn Féin